# Couvent des Franciscaines anglaises de Paris
Le Couvent des Franciscaines anglaises, Couvent des religieuses de l’immaculée Conception ou  Couvent des filles anglaises est un ancien couvent établi dans l’actuel 12ème arrondissement de Paris disparu en 1795.

## Emplacement
Le couvent était situé à l’angle de la rue de Charenton et de la rue Moreau, avec des jardins à l’arrière s’étendant le long de cette rue jusqu'à une allée visible sur le plan de Turgot. La chapelle donnait sur la rue Moreau. Les bâtiments anciens au 18 de cette rue comprennent peut-être des vestiges de l'ancien couvent.

Emplacement de l’ancien couvent
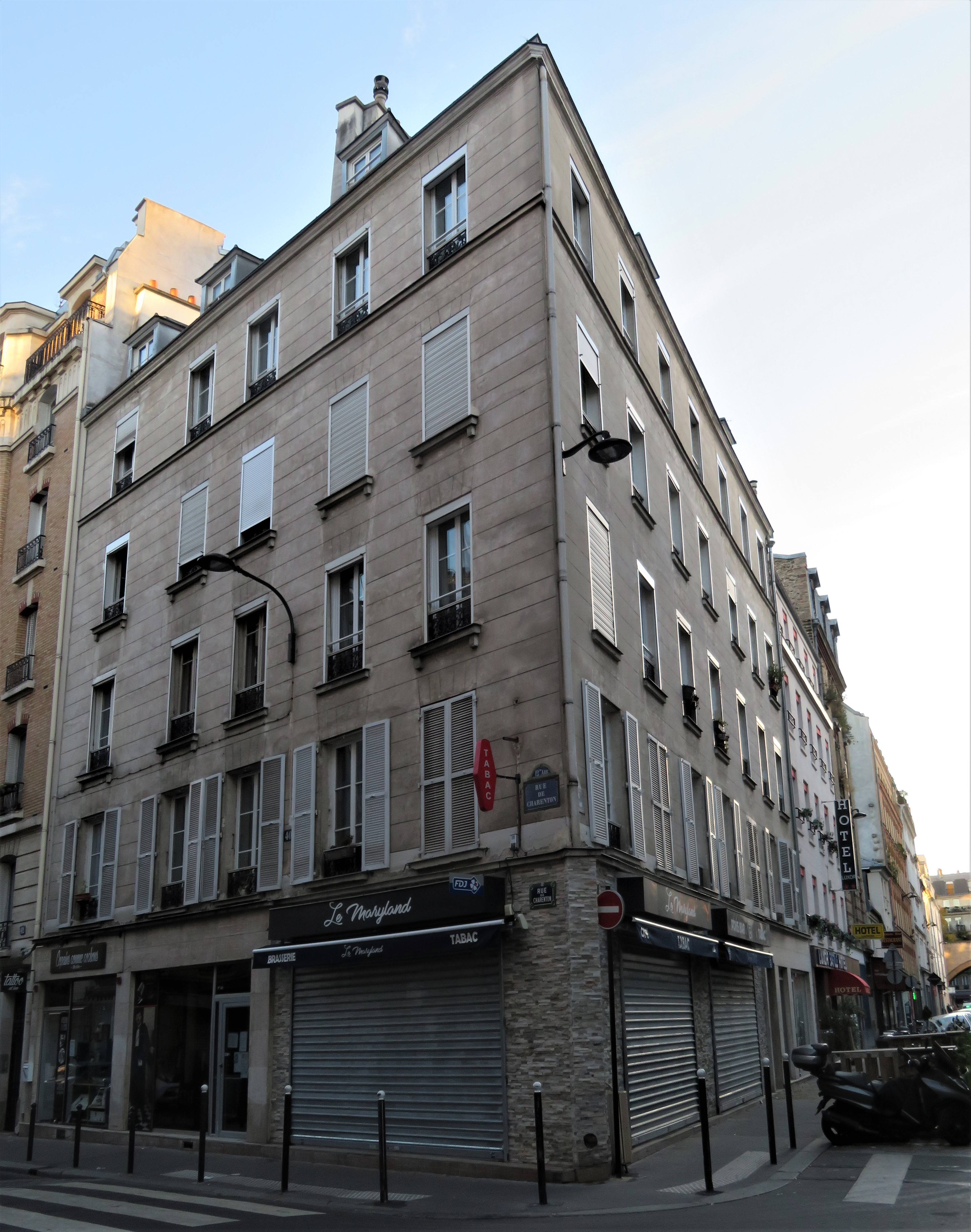
50 rue de Charenton Emplacement de l'ancien couvent
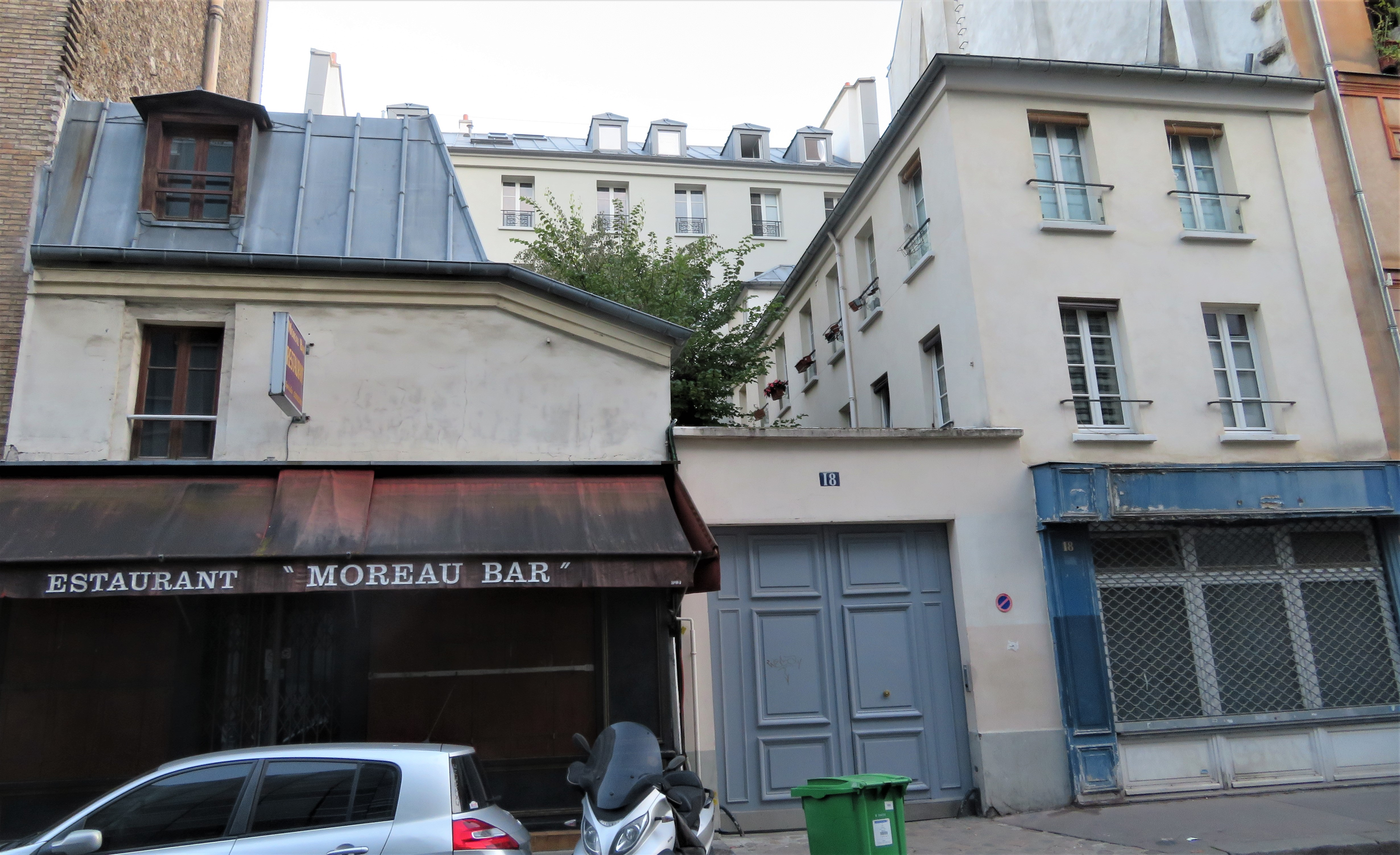
18 rue Moreau vestiges possibles

## Historique
Une communauté de religieuses du Tiers-Ordre franciscain ayant fui les persécutions des catholiques en Angleterre s'établit à Nieuport en Flandres puis arrive à Paris en 1658 et s'installe provisoirement au faubourg Saint-Jacques.
La communauté acquiert ensuite un «grand clos avec jardins » au faubourg Saint-Antoine avec permission de l’Archevêque de Paris. Cette autorisation est confirmée par lettre patente royale de mai 1670 , enregistrée par le Parlement de Paris le 15 janvier 1705.
La première pierre d’une chapelle Sainte-Anne donnant sur la rue Moreau est posée le 1er juin 1672.
La communauté bénéficie de donations de catholiques anglais ce qui lui permet d’agrandir ses bâtiments et d’acquérir plusieurs immeubles dans le quartier du faubourg Saint-Antoine et de s’assurer ainsi par les loyers perçus un complément de revenus. Le couvent accueille également des pensionnaires anglaises la pension étant probablement payante.
En 1790, la communauté comprenait 16 religieuses professes, 3 converses, 8 pensionnaires, 1 jardinier et personnel de service. Au cours de la première période de la Révolution, la communauté protégée par son statut étranger n’est pas expulsée mais le couvent sert de prison à 40 anglaises en 1793. Les religieuses s’exilent en Angleterre où 8 sœurs reconstituent une communauté religieuse. Les bâtiments  sont vendus comme bien national en 1795.